# Symplectoscyphus magnificus
Symplectoscyphus magnificus is een hydroïdpoliep uit de familie Sertulariidae. De poliep komt uit het geslacht Symplectoscyphus. Symplectoscyphus magnificus werd in 2009 voor het eerst wetenschappelijk beschreven door Peña Cantero & Vervoort. 